# Málnarágó virágmoly
A málnarágó virágmoly (Lampronia corticella) a valódi lepkék (Glossata) alrendjébe tartozó sárgás virágmolyfélék (Prodoxidae) családjának egyik, hazánkban sokfelé előforduló faja.

## Elterjedése, élőhelye
Lampronia corticella.jpg
Észak- és Kelet-Európában gyakori, alapvetően hegyvidéki faj. Kártevőként jelentkezik Svédországban, Angliában, Észak-Németországban, Lengyelországban és az egykori Szovjetunió egyes területein. A mediterrán területeken ritkán jelenik meg. Hazai málnásainkban, főleg a Börzsönyben gyakran károsít.

## Megjelenése
A lepke barnásfekete, sárgásfehér foltokkal. Szárnyának fesztávolsága 11–14 mm.

## Életmódja
Évente egy nemzedéken fejlődik ki, és a lepkék akkor rajzanak, amikor a málna virágzik. A nőstény a málna virágjára rakja le petéit. A fiatal hernyók kezdetben a virág húsos vackát eszik, majd a fejlődő gyümölcsre térnek át. Mielőtt a gyümölcs beérne, a földre hullanak, sűrű tokot szőnek maguk köré, és abban telelnek át. Kora tavasszal kirágják a fakadó rügyek belsejét, behatolnak a vessző belsejébe, és 10–13 cm hosszú, lefelé hatoló járatot rágnak maguknak, aminek eredményeként a kirágott belű vesszők csúcsrésze elpusztul. Április második felében bábozódnak be, majd hamarosan kikelnek.

## Külső hivatkozások
- Mészáros Zoltán – Szabóky Csaba: A magyarországi molylepkék gyakorlati albuma. Budapest: Agroinform. 2005.  arch Hozzáférés: 2018. április 6. (PDF)